# Eleições presidenciais portuguesas de 2006 no distrito de Coimbra
| Eleições presidenciais portuguesas de 2006 Distritos: Aveiro \| Beja \| Braga \| Bragança \| Castelo Branco \| Coimbra \| Évora \| Faro \| Guarda \| Leiria \| Lisboa \| Portalegre \| Porto \| Santarém \| Setúbal \| Viana do Castelo \| Vila Real \| Viseu \| Açores \| Madeira \| Estrangeiro |

## Resultados por Concelho
Os resultados nos concelhos do Distrito de Coimbra foram os seguintes:

### Arganil
| Candidato               | Candidato               | Votos  | %               |
| ----------------------- | ----------------------- | ------ | --------------- |
|                         | Aníbal Cavaco Silva     | 4 646  | 62,72 / 100,00  |
|                         | Manuel Alegre           | 1 383  | 18,67 / 100,00  |
|                         | Mário Soares            | 925    | 12,49 / 100,00  |
|                         | Jerónimo de Sousa       | 239    | 3,23 / 100,00   |
|                         | Francisco Louçã         | 194    | 2,62 / 100,00   |
|                         | Garcia Pereira          | 21     | 0,28 / 100,00   |
| Votos Inválidos         | Votos Inválidos         | 163    | 2,16 / 100,00   |
| Total                   | Total                   | 7 571  | 100,00 / 100,00 |
| Eleitorado/Participação | Eleitorado/Participação | 11 866 | 63,80 / 100,00  |

| Freguesia               | %     | %     | %     | %    | %    | %    | Votantes |
| Freguesia               | ACS   | MA    | MS    | JDS  | FL   | GP   | Votantes |
| ----------------------- | ----- | ----- | ----- | ---- | ---- | ---- | -------- |
| Anceriz                 | 64,22 | 16,51 | 11,93 | 7,34 | 0    | 0    | 114      |
| Arganil                 | 60,99 | 20,01 | 12,21 | 3,40 | 3,21 | 0,19 | 2 150    |
| Barril de Alva          | 66,19 | 19,05 | 10,00 | 3,81 | 0,48 | 0,48 | 215      |
| Benfeita                | 72,83 | 12,83 | 11,32 | 1,51 | 1,51 | 0    | 267      |
| Celavisa                | 61,59 | 20,73 | 12,20 | 2,44 | 3,05 | 0    | 167      |
| Cepos                   | 63,16 | 26,32 | 4,21  | 6,32 | 0    | 0    | 96       |
| Cerdeira                | 62,38 | 18,32 | 14,85 | 2,97 | 1,49 | 0    | 205      |
| Coja                    | 48,00 | 30,85 | 16,18 | 2,27 | 2,59 | 0,11 | 943      |
| Folques                 | 42,55 | 27,66 | 22,55 | 2,55 | 4,26 | 0,43 | 241      |
| Moura da Serra          | 72,28 | 15,84 | 4,95  | 3,96 | 1,98 | 0,99 | 103      |
| Piódão                  | 73,76 | 7,80  | 9,93  | 7,09 | 0,71 | 0,71 | 144      |
| Pomares                 | 61,38 | 14,48 | 15,17 | 5,52 | 2,07 | 1,38 | 299      |
| Pombeiro da Beira       | 73,92 | 11,57 | 9,41  | 3,40 | 1,54 | 0,15 | 654      |
| São Martinho da Cortiça | 76,23 | 10,59 | 8,25  | 1,97 | 2,71 | 0,25 | 829      |
| Sarzedo                 | 78,74 | 7,00  | 8,45  | 2,66 | 3,14 | 0    | 423      |
| Secarias                | 43,45 | 26,22 | 20,22 | 5,24 | 4,49 | 0,37 | 272      |
| Teixeira                | 59,22 | 12,62 | 22,33 | 1,94 | 3,88 | 0    | 103      |
| Vila Cova de Alva       | 54,17 | 27,08 | 12,80 | 3,57 | 1,49 | 0,89 | 346      |
| Arganil                 | 62,72 | 18,67 | 12,49 | 3,23 | 2,62 | 0,28 | 7 571    |

### Cantanhede
| Candidato               | Candidato               | Votos  | %               |
| ----------------------- | ----------------------- | ------ | --------------- |
|                         | Aníbal Cavaco Silva     | 13 055 | 64,70 / 100,00  |
|                         | Manuel Alegre           | 3 799  | 18,83 / 100,00  |
|                         | Mário Soares            | 2 129  | 10,55 / 100,00  |
|                         | Francisco Louçã         | 630    | 3,12 / 100,00   |
|                         | Jerónimo de Sousa       | 501    | 2,48 / 100,00   |
|                         | Garcia Pereira          | 64     | 0,32 / 100,00   |
| Votos Inválidos         | Votos Inválidos         | 361    | 1,75 / 100,00   |
| Total                   | Total                   | 20 539 | 100,00 / 100,00 |
| Eleitorado/Participação | Eleitorado/Participação | 33 793 | 60,78 / 100,00  |

| Freguesia          | %     | %     | %     | %    | %    | %    | Votantes |
| Freguesia          | ACS   | MA    | MS    | FL   | JDS  | GP   | Votantes |
| ------------------ | ----- | ----- | ----- | ---- | ---- | ---- | -------- |
| Ançã               | 37,59 | 35,88 | 12,41 | 4,51 | 9,44 | 0,17 | 1 197    |
| Bolho              | 62,63 | 19,71 | 14,78 | 2,05 | 0,62 | 0,21 | 495      |
| Cadima             | 74,27 | 12,93 | 8,56  | 1,97 | 2,15 | 0,12 | 1 698    |
| Camarneira         | 81,90 | 9,71  | 4,57  | 2,29 | 1,14 | 0,38 | 529      |
| Cantanhede         | 55,07 | 22,03 | 15,26 | 4,76 | 2,60 | 0,27 | 3 789    |
| Cordinhã           | 60,19 | 23,73 | 9,08  | 4,30 | 2,71 | 0    | 638      |
| Corticeiro de Cima | 79,49 | 10,36 | 6,77  | 1,90 | 0,85 | 0,63 | 478      |
| Covões             | 87,98 | 5,79  | 4,47  | 1,03 | 0,51 | 0,22 | 1 376    |
| Febres             | 75,45 | 12,10 | 8,32  | 2,55 | 1,28 | 0,31 | 1 997    |
| Murtede            | 51,80 | 27,88 | 14,87 | 2,85 | 2,11 | 0,50 | 818      |
| Ourentã            | 64,95 | 21,74 | 7,74  | 3,40 | 1,63 | 0,54 | 752      |
| Outil              | 47,36 | 27,64 | 15,49 | 4,05 | 4,58 | 0,88 | 582      |
| Pocariça           | 56,46 | 26,46 | 10,15 | 3,08 | 3,54 | 0,31 | 669      |
| Portunhos          | 49,91 | 27,77 | 15,64 | 3,69 | 2,46 | 0,53 | 576      |
| Sanguinheira       | 73,86 | 15,94 | 5,28  | 2,59 | 1,95 | 0,37 | 1 093    |
| São Caetano        | 79,25 | 12,91 | 4,08  | 1,47 | 2,29 | 0    | 620      |
| Sepins             | 63,61 | 16,77 | 13,29 | 3,48 | 2,53 | 0,32 | 653      |
| Tocha              | 65,28 | 17,85 | 11,54 | 2,79 | 2,20 | 0,34 | 2 073    |
| Vilamar            | 66,73 | 18,33 | 8,96  | 3,59 | 1,59 | 0,80 | 506      |
| Cantanhede         | 64,70 | 18,83 | 10,55 | 3,12 | 2,48 | 0,32 | 20 539   |

### Coimbra
| Candidato               | Candidato               | Votos   | %               |
| ----------------------- | ----------------------- | ------- | --------------- |
|                         | Aníbal Cavaco Silva     | 32 206  | 41,11 / 100,00  |
|                         | Manuel Alegre           | 25 790  | 32,92 / 100,00  |
|                         | Mário Soares            | 10 340  | 13,20 / 100,00  |
|                         | Jerónimo de Sousa       | 5 959   | 7,61 / 100,00   |
|                         | Francisco Louçã         | 3 731   | 4,76 / 100,00   |
|                         | Garcia Pereira          | 315     | 0,40 / 100,00   |
| Votos Inválidos         | Votos Inválidos         | 1 424   | 1,78 / 100,00   |
| Total                   | Total                   | 79 765  | 100,00 / 100,00 |
| Eleitorado/Participação | Eleitorado/Participação | 123 888 | 64,38 / 100,00  |

| Freguesia                 | %     | %     | %     | %     | %    | %    | Votantes |
| Freguesia                 | ACS   | MA    | MS    | JDS   | FL   | GP   | Votantes |
| ------------------------- | ----- | ----- | ----- | ----- | ---- | ---- | -------- |
| Almalaguês                | 38,37 | 35,62 | 12,04 | 7,57  | 5,01 | 0,38 | 1 875    |
| Ameal                     | 26,06 | 44,34 | 13,33 | 10,61 | 4,95 | 0,71 | 859      |
| Antanhol                  | 42,85 | 33,06 | 13,24 | 5,35  | 5,35 | 0,16 | 1 247    |
| Antuzede                  | 35,14 | 38,33 | 15,08 | 7,45  | 3,99 | 0    | 1 144    |
| Arzila                    | 24,52 | 46,78 | 15,13 | 10,09 | 3,48 | 0    | 581      |
| Assafarge                 | 39,04 | 34,86 | 12,86 | 6,43  | 6,35 | 0,46 | 1 309    |
| Botão                     | 32,76 | 39,06 | 19,24 | 4,47  | 4,12 | 0,34 | 888      |
| Brasfemes                 | 30,54 | 39,30 | 16,37 | 9,04  | 4,57 | 0,19 | 1 065    |
| Castelo Viegas            | 37,90 | 32,66 | 14,38 | 9,81  | 4,91 | 0,33 | 909      |
| Ceira                     | 41,81 | 34,87 | 10,36 | 7,95  | 4,58 | 0,43 | 2 121    |
| Cernache                  | 36,24 | 37,75 | 12,91 | 8,11  | 4,52 | 0,47 | 2 169    |
| Coimbra - Almedina        | 46,04 | 26,86 | 10,30 | 12,43 | 4,14 | 0,24 | 856      |
| Coimbra - Santa Cruz      | 41,74 | 30,26 | 15,27 | 7,83  | 4,62 | 0,28 | 3 999    |
| Coimbra - São Bartolomeu  | 41,29 | 31,18 | 13,43 | 8,96  | 4,48 | 0,66 | 608      |
| Coimbra - Sé Nova         | 52,21 | 24,50 | 12,25 | 6,16  | 4,29 | 0,59 | 4 796    |
| Eiras                     | 38,98 | 33,49 | 13,45 | 8,40  | 5,28 | 0,41 | 5 987    |
| Lamarosa                  | 53,75 | 25,15 | 8,78  | 7,10  | 5,03 | 0,20 | 1 026    |
| Ribeira de Frades         | 31,99 | 38,26 | 17,38 | 6,81  | 5,38 | 0,18 | 1 133    |
| Santa Clara               | 43,10 | 31,71 | 12,68 | 6,92  | 5,17 | 0,42 | 5 365    |
| Santo António dos Olivais | 45,42 | 29,01 | 14,02 | 6,44  | 4,67 | 0,43 | 21 599   |
| São João do Campo         | 31,99 | 34,74 | 10,94 | 18,01 | 3,95 | 0,37 | 1 094    |
| São Martinho de Árvore    | 42,64 | 37,24 | 7,82  | 7,08  | 5,03 | 0,19 | 546      |
| São Martinho do Bispo     | 37,73 | 36,34 | 12,70 | 7,48  | 5,33 | 0,42 | 7 604    |
| São Paulo de Frades       | 36,47 | 37,70 | 11,90 | 8,96  | 4,61 | 0,37 | 2 728    |
| São Silvestre             | 35,35 | 40,64 | 10,87 | 7,71  | 5,30 | 0,13 | 1 507    |
| Souselas                  | 37,89 | 41,03 | 8,86  | 9,43  | 2,57 | 0,23 | 1 779    |
| Taveiro                   | 32,63 | 37,96 | 14,80 | 8,27  | 5,61 | 0,74 | 1 107    |
| Torre de Vilela           | 42,40 | 34,80 | 11,15 | 6,25  | 4,73 | 0,68 | 604      |
| Torres do Mondego         | 36,23 | 34,51 | 14,63 | 10,47 | 3,59 | 0,57 | 1 421    |
| Trouxemil                 | 33,52 | 38,90 | 12,55 | 9,66  | 4,90 | 0,48 | 1 478    |
| Vil de Matos              | 44,53 | 29,68 | 13,87 | 8,03  | 3,65 | 0,24 | 421      |
| Coimbra                   | 41,11 | 32,92 | 13,20 | 7,61  | 4,76 | 0,40 | 79 765   |

### Condeixa-a-Nova
| Candidato               | Candidato               | Votos  | %               |
| ----------------------- | ----------------------- | ------ | --------------- |
|                         | Aníbal Cavaco Silva     | 2 904  | 40,26 / 100,00  |
|                         | Manuel Alegre           | 2 486  | 34,47 / 100,00  |
|                         | Mário Soares            | 974    | 13,50 / 100,00  |
|                         | Jerónimo de Sousa       | 509    | 7,06 / 100,00   |
|                         | Francisco Louçã         | 316    | 4,38 / 100,00   |
|                         | Garcia Pereira          | 24     | 0,33 / 100,00   |
| Votos Inválidos         | Votos Inválidos         | 117    | 1,60 / 100,00   |
| Total                   | Total                   | 7 330  | 100,00 / 100,00 |
| Eleitorado/Participação | Eleitorado/Participação | 11 395 | 64,33 / 100,00  |

| Freguesia        | %     | %     | %     | %     | %    | %    | Votantes |
| Freguesia        | ACS   | MA    | MS    | JDS   | FL   | GP   | Votantes |
| ---------------- | ----- | ----- | ----- | ----- | ---- | ---- | -------- |
| Anobra           | 25,86 | 38,18 | 18,49 | 12,16 | 4,79 | 0,51 | 590      |
| Belide           | 30,20 | 41,09 | 18,32 | 5,45  | 4,95 | 0    | 206      |
| Bem da Fé        | 26,51 | 37,35 | 14,46 | 19,28 | 2,41 | 0    | 83       |
| Condeixa-a-Nova  | 40,18 | 35,19 | 12,28 | 8,27  | 3,94 | 0,13 | 1 543    |
| Condeixa-a-Velha | 42,77 | 34,44 | 12,70 | 5,01  | 4,80 | 0,28 | 1 452    |
| Ega              | 48,38 | 31,11 | 13,56 | 3,51  | 2,83 | 0,61 | 1 503    |
| Furadouro        | 54,95 | 23,42 | 18,92 | 1,80  | 0,90 | 0    | 115      |
| Sebal            | 31,82 | 36,46 | 14,32 | 12,15 | 4,84 | 0,41 | 984      |
| Vila Seca        | 42,11 | 34,77 | 9,50  | 5,20  | 8,06 | 0,36 | 569      |
| Zambujal         | 46,10 | 31,91 | 12,77 | 4,61  | 4,61 | 0    | 285      |
| Condeixa-a-Nova  | 40,26 | 34,47 | 13,50 | 7,06  | 4,38 | 0,33 | 7 330    |

### Figueira da Foz
| Candidato               | Candidato               | Votos  | %               |
| ----------------------- | ----------------------- | ------ | --------------- |
|                         | Aníbal Cavaco Silva     | 14 848 | 46,61 / 100,00  |
|                         | Manuel Alegre           | 8 322  | 26,12 / 100,00  |
|                         | Mário Soares            | 4 331  | 13,59 / 100,00  |
|                         | Jerónimo de Sousa       | 2 274  | 7,14 / 100,00   |
|                         | Francisco Louçã         | 1 942  | 6,10 / 100,00   |
|                         | Garcia Pereira          | 141    | 0,44 / 100,00   |
| Votos Inválidos         | Votos Inválidos         | 779    | 2,39 / 100,00   |
| Total                   | Total                   | 32 637 | 100,00 / 100,00 |
| Eleitorado/Participação | Eleitorado/Participação | 56 045 | 58,23 / 100,00  |

| Freguesia                     | %     | %     | %     | %     | %    | %    | Votantes |
| Freguesia                     | ACS   | MA    | MS    | JDS   | FL   | GP   | Votantes |
| ----------------------------- | ----- | ----- | ----- | ----- | ---- | ---- | -------- |
| Alhadas                       | 32,44 | 31,97 | 17,24 | 9,43  | 8,23 | 0,68 | 1 972    |
| Alqueidão                     | 51,13 | 25,77 | 14,02 | 3,71  | 5,05 | 0,31 | 993      |
| Bom Sucesso                   | 57,40 | 22,31 | 12,68 | 3,35  | 3,85 | 0,41 | 1 020    |
| Borda do Campo                | 55,99 | 27,23 | 8,90  | 3,42  | 3,25 | 1,20 | 601      |
| Brenha                        | 45,28 | 26,97 | 13,39 | 5,91  | 7,68 | 0,79 | 516      |
| Buarcos                       | 44,45 | 27,14 | 15,28 | 6,68  | 5,94 | 0,51 | 4 021    |
| Ferreira-a-Nova               | 57,77 | 21,95 | 14,23 | 2,73  | 2,73 | 0,59 | 856      |
| Lavos                         | 52,26 | 23,39 | 12,65 | 6,02  | 5,27 | 0,40 | 2 032    |
| Maiorca                       | 35,24 | 34,04 | 13,35 | 10,24 | 6,50 | 0,64 | 1 443    |
| Marinha das Ondas             | 51,12 | 24,30 | 15,06 | 4,06  | 5,11 | 0,35 | 1 472    |
| Moinhos da Gândara            | 57,10 | 23,03 | 12,55 | 3,03  | 4,00 | 0,28 | 740      |
| Paião                         | 57,00 | 19,19 | 13,60 | 3,64  | 6,07 | 0,49 | 1 271    |
| Quiaios                       | 44,56 | 31,03 | 13,39 | 4,74  | 5,79 | 0,49 | 1 497    |
| Santana                       | 57,54 | 22,00 | 12,00 | 3,69  | 4,46 | 0,31 | 662      |
| São Julião da Figueira da Foz | 49,91 | 23,44 | 13,46 | 7,33  | 5,51 | 0,35 | 6 375    |
| São Pedro                     | 40,44 | 31,14 | 10,53 | 8,95  | 8,60 | 0,35 | 1 163    |
| Tavarede                      | 45,76 | 25,30 | 11,82 | 8,69  | 8,03 | 0,40 | 4 338    |
| Vila Verde                    | 28,20 | 31,76 | 15,57 | 17,17 | 7,11 | 0,18 | 1 665    |
| Figueira da Foz               | 46,61 | 26,12 | 13,59 | 7,14  | 6,10 | 0,44 | 32 637   |

### Góis
| Candidato               | Candidato               | Votos | %               |
| ----------------------- | ----------------------- | ----- | --------------- |
|                         | Aníbal Cavaco Silva     | 1 443 | 54,95 / 100,00  |
|                         | Manuel Alegre           | 532   | 20,26 / 100,00  |
|                         | Mário Soares            | 493   | 18,77 / 100,00  |
|                         | Jerónimo de Sousa       | 78    | 2,97 / 100,00   |
|                         | Francisco Louçã         | 74    | 2,82 / 100,00   |
|                         | Garcia Pereira          | 6     | 0,23 / 100,00   |
| Votos Inválidos         | Votos Inválidos         | 59    | 2,20 / 100,00   |
| Total                   | Total                   | 2 685 | 100,00 / 100,00 |
| Eleitorado/Participação | Eleitorado/Participação | 4 321 | 62,14 / 100,00  |

| Freguesia          | %     | %     | %     | %    | %    | %    | Votantes |
| Freguesia          | ACS   | MA    | MS    | JDS  | FL   | GP   | Votantes |
| ------------------ | ----- | ----- | ----- | ---- | ---- | ---- | -------- |
| Alvares            | 73,23 | 10,22 | 13,01 | 2,23 | 0,93 | 0,37 | 548      |
| Cadafaz            | 63,33 | 17,22 | 16,67 | 1,11 | 1,67 | 0    | 183      |
| Colmeal            | 53,15 | 21,62 | 18,02 | 1,80 | 5,41 | 0    | 111      |
| Góis               | 49,19 | 23,95 | 19,11 | 4,03 | 3,47 | 0,24 | 1 273    |
| Vila Nova do Ceira | 47,76 | 22,44 | 24,42 | 2,15 | 3,05 | 0,18 | 570      |
| Góis               | 54,95 | 20,26 | 18,77 | 2,97 | 2,82 | 0,23 | 2 685    |

### Lousã
| Candidato               | Candidato               | Votos  | %               |
| ----------------------- | ----------------------- | ------ | --------------- |
|                         | Aníbal Cavaco Silva     | 3 822  | 44,54 / 100,00  |
|                         | Manuel Alegre           | 2 661  | 31,01 / 100,00  |
|                         | Mário Soares            | 1 248  | 14,54 / 100,00  |
|                         | Jerónimo de Sousa       | 420    | 4,89 / 100,00   |
|                         | Francisco Louçã         | 398    | 4,64 / 100,00   |
|                         | Garcia Pereira          | 33     | 0,38 / 100,00   |
| Votos Inválidos         | Votos Inválidos         | 235    | 2,67 / 100,00   |
| Total                   | Total                   | 8 817  | 100,00 / 100,00 |
| Eleitorado/Participação | Eleitorado/Participação | 13 480 | 65,41 / 100,00  |

| Freguesia      | %     | %     | %     | %    | %    | %    | Votantes |
| Freguesia      | ACS   | MA    | MS    | JDS  | FL   | GP   | Votantes |
| -------------- | ----- | ----- | ----- | ---- | ---- | ---- | -------- |
| Casal de Ermio | 50,74 | 31,53 | 10,34 | 3,94 | 3,45 | 0    | 210      |
| Foz de Arouce  | 62,06 | 21,63 | 9,82  | 3,49 | 3,00 | 0    | 608      |
| Gândaras       | 38,98 | 31,90 | 19,72 | 5,24 | 3,70 | 0,46 | 673      |
| Lousã          | 38,67 | 34,47 | 15,61 | 5,54 | 5,28 | 0,44 | 5 166    |
| Serpins        | 56,92 | 24,31 | 12,00 | 2,97 | 3,28 | 0,51 | 999      |
| Vilarinho      | 52,65 | 25,80 | 12,28 | 4,42 | 4,59 | 0,27 | 1 161    |
| Lousã          | 44,54 | 31,01 | 14,54 | 4,89 | 4,64 | 0,38 | 8 817    |

### Mira
| Candidato               | Candidato               | Votos  | %               |
| ----------------------- | ----------------------- | ------ | --------------- |
|                         | Aníbal Cavaco Silva     | 4 145  | 58,87 / 100,00  |
|                         | Manuel Alegre           | 1 513  | 21,49 / 100,00  |
|                         | Mário Soares            | 970    | 13,78 / 100,00  |
|                         | Francisco Louçã         | 254    | 3,61 / 100,00   |
|                         | Jerónimo de Sousa       | 141    | 2,00 / 100,00   |
|                         | Garcia Pereira          | 18     | 0,26 / 100,00   |
| Votos Inválidos         | Votos Inválidos         | 144    | 2,01 / 100,00   |
| Total                   | Total                   | 7 185  | 100,00 / 100,00 |
| Eleitorado/Participação | Eleitorado/Participação | 11 995 | 59,90 / 100,00  |

| Freguesia     | %     | %     | %     | %    | %    | %    | Votantes |
| Freguesia     | ACS   | MA    | MS    | FL   | JDS  | GP   | Votantes |
| ------------- | ----- | ----- | ----- | ---- | ---- | ---- | -------- |
| Carapelhos    | 78,65 | 12,26 | 5,71  | 2,33 | 0,42 | 0,63 | 480      |
| Mira          | 59,54 | 20,51 | 14,26 | 3,49 | 2,01 | 0,19 | 4 373    |
| Praia de Mira | 39,65 | 33,02 | 19,08 | 4,87 | 2,91 | 0,47 | 1 496    |
| Seixo         | 78,63 | 11,11 | 6,35  | 2,69 | 1,22 | 0    | 836      |
| Mira          | 58,87 | 21,49 | 13,78 | 3,61 | 2,00 | 0,26 | 7 185    |

### Miranda do Corvo
| Candidato               | Candidato               | Votos  | %               |
| ----------------------- | ----------------------- | ------ | --------------- |
|                         | Aníbal Cavaco Silva     | 2 973  | 45,79 / 100,00  |
|                         | Manuel Alegre           | 1 925  | 29,65 / 100,00  |
|                         | Mário Soares            | 1 016  | 15,65 / 100,00  |
|                         | Jerónimo de Sousa       | 310    | 4,77 / 100,00   |
|                         | Francisco Louçã         | 249    | 3,83 / 100,00   |
|                         | Garcia Pereira          | 20     | 0,31 / 100,00   |
| Votos Inválidos         | Votos Inválidos         | 113    | 1,71 / 100,00   |
| Total                   | Total                   | 6 606  | 100,00 / 100,00 |
| Eleitorado/Participação | Eleitorado/Participação | 10 629 | 62,15 / 100,00  |

| Freguesia        | %     | %     | %     | %    | %    | %    | Votantes |
| Freguesia        | ACS   | MA    | MS    | JDS  | FL   | GP   | Votantes |
| ---------------- | ----- | ----- | ----- | ---- | ---- | ---- | -------- |
| Lamas            | 47,11 | 25,75 | 19,36 | 4,39 | 3,39 | 0    | 508      |
| Miranda do Corvo | 40,64 | 32,66 | 15,76 | 5,93 | 4,81 | 0,21 | 3 459    |
| Rio Vide         | 52,26 | 25,15 | 16,31 | 3,54 | 1,77 | 0,98 | 524      |
| Semide           | 51,83 | 29,40 | 12,01 | 3,16 | 3,38 | 0,22 | 1 419    |
| Vila Nova        | 53,36 | 21,35 | 19,30 | 3,51 | 1,75 | 0,73 | 696      |
| Miranda do Corvo | 45,79 | 29,65 | 15,65 | 4,77 | 3,83 | 0,31 | 6 606    |

### Montemor-o-Velho
| Candidato               | Candidato               | Votos  | %               |
| ----------------------- | ----------------------- | ------ | --------------- |
|                         | Aníbal Cavaco Silva     | 5 857  | 45,77 / 100,00  |
|                         | Manuel Alegre           | 3 803  | 29,72 / 100,00  |
|                         | Mário Soares            | 1 702  | 13,30 / 100,00  |
|                         | Jerónimo de Sousa       | 833    | 6,51 / 100,00   |
|                         | Francisco Louçã         | 547    | 4,27 / 100,00   |
|                         | Garcia Pereira          | 54     | 0,42 / 100,00   |
| Votos Inválidos         | Votos Inválidos         | 227    | 1,74 / 100,00   |
| Total                   | Total                   | 13 023 | 100,00 / 100,00 |
| Eleitorado/Participação | Eleitorado/Participação | 22 057 | 59,04 / 100,00  |

| Freguesia          | %     | %     | %     | %     | %    | %    | Votantes |
| Freguesia          | ACS   | MA    | MS    | JDS   | FL   | GP   | Votantes |
| ------------------ | ----- | ----- | ----- | ----- | ---- | ---- | -------- |
| Abrunheira         | 33,02 | 29,51 | 14,29 | 15,93 | 6,09 | 1,17 | 431      |
| Arazede            | 62,25 | 19,01 | 11,54 | 3,72  | 3,13 | 0,34 | 2 958    |
| Carapinheira       | 46,19 | 28,06 | 10,79 | 9,28  | 5,32 | 0,36 | 1 417    |
| Ereira             | 19,49 | 56,84 | 11,60 | 6,03  | 5,57 | 0,46 | 435      |
| Gatões             | 51,94 | 23,87 | 15,81 | 1,94  | 5,48 | 0,97 | 316      |
| Liceia             | 54,56 | 23,77 | 13,00 | 6,13  | 2,24 | 0,30 | 674      |
| Meãs do Campo      | 50,92 | 25,76 | 14,77 | 5,74  | 2,69 | 0,12 | 831      |
| Montemor-o-Velho   | 39,87 | 30,35 | 14,49 | 7,79  | 6,85 | 0,65 | 1 423    |
| Pereira            | 26,09 | 49,11 | 13,45 | 6,60  | 4,35 | 0,40 | 1 261    |
| Santo Varão        | 27,70 | 40,87 | 16,60 | 10,48 | 4,05 | 0,31 | 979      |
| Seixo de Gatões    | 55,87 | 21,64 | 11,03 | 6,22  | 4,81 | 0,42 | 721      |
| Tentúgal           | 50,15 | 27,02 | 16,68 | 2,97  | 2,87 | 0,31 | 996      |
| Verride            | 34,38 | 30,47 | 17,97 | 10,16 | 6,25 | 0,78 | 392      |
| Vila Nova da Barca | 42,47 | 46,77 | 5,91  | 2,69  | 2,15 | 0    | 189      |
| Montemor-o-Velho   | 45,77 | 29,72 | 13,30 | 6,51  | 4,27 | 0,42 | 13 023   |

### Oliveira do Hospital
| Candidato               | Candidato               | Votos  | %               |
| ----------------------- | ----------------------- | ------ | --------------- |
|                         | Aníbal Cavaco Silva     | 7 529  | 64,01 / 100,00  |
|                         | Manuel Alegre           | 2 000  | 17,00 / 100,00  |
|                         | Mário Soares            | 1 503  | 12,78 / 100,00  |
|                         | Jerónimo de Sousa       | 391    | 3,32 / 100,00   |
|                         | Francisco Louçã         | 310    | 2,64 / 100,00   |
|                         | Garcia Pereira          | 30     | 0,26 / 100,00   |
| Votos Inválidos         | Votos Inválidos         | 242    | 2,02 / 100,00   |
| Total                   | Total                   | 12 005 | 100,00 / 100,00 |
| Eleitorado/Participação | Eleitorado/Participação | 19 375 | 61,96 / 100,00  |

| Freguesia              | %     | %     | %     | %     | %    | %    | Votantes |
| Freguesia              | ACS   | MA    | MS    | JDS   | FL   | GP   | Votantes |
| ---------------------- | ----- | ----- | ----- | ----- | ---- | ---- | -------- |
| Aldeia das Dez         | 78,81 | 11,64 | 6,27  | 2,09  | 0,90 | 0,30 | 346      |
| Alvoco das Várzeas     | 35,39 | 32,10 | 25,51 | 2,47  | 4,12 | 0,41 | 246      |
| Avô                    | 70,52 | 9,92  | 16,25 | 1,38  | 1,38 | 0,55 | 368      |
| Bobadela               | 65,12 | 15,53 | 13,08 | 3,54  | 2,45 | 0,27 | 377      |
| Ervedal                | 50,26 | 18,06 | 21,47 | 5,62  | 4,60 | 0    | 608      |
| Lagares da Beira       | 52,50 | 15,56 | 26,25 | 2,22  | 2,92 | 0,56 | 734      |
| Lagos da Beira         | 60,69 | 21,76 | 13,16 | 2,38  | 1,65 | 0,37 | 553      |
| Lajeosa                | 39,27 | 25,38 | 27,19 | 6,65  | 1,51 | 0    | 347      |
| Lourosa                | 75,77 | 9,86  | 8,73  | 2,54  | 2,54 | 0,56 | 357      |
| Meruge                 | 55,75 | 15,35 | 16,11 | 11,25 | 1,28 | 0,26 | 392      |
| Nogueira do Cravo      | 74,14 | 14,62 | 7,23  | 1,73  | 2,12 | 0,16 | 1 301    |
| Oliveira do Hospital   | 61,19 | 21,30 | 11,88 | 2,54  | 2,88 | 0,22 | 2 368    |
| Penalva de Alva        | 61,76 | 22,22 | 12,09 | 2,29  | 1,63 | 0    | 622      |
| Santa Ovaia            | 70,51 | 18,82 | 6,46  | 1,69  | 2,53 | 0    | 365      |
| São Gião               | 77,14 | 10,29 | 7,43  | 1,14  | 3,14 | 0,86 | 362      |
| São Paio de Gramaços   | 61,10 | 19,84 | 13,75 | 1,77  | 3,34 | 0,20 | 517      |
| São Sebastião da Feira | 76,06 | 12,68 | 9,15  | 1,41  | 0,70 | 0    | 147      |
| Seixo da Beira         | 76,59 | 10,66 | 7,76  | 3,36  | 1,62 | 0    | 873      |
| Travanca de Lagos      | 63,42 | 18,29 | 10,40 | 2,52  | 5,03 | 0,34 | 615      |
| Vila Franca da Beira   | 65,15 | 5,54  | 5,86  | 18,57 | 4,23 | 0,65 | 311      |
| Vila Pouca da Beira    | 72,54 | 11,40 | 8,29  | 3,11  | 4,15 | 0,52 | 196      |
| Oliveira do Hospital   | 64,01 | 17,00 | 12,78 | 3,32  | 2,64 | 0,26 | 12 005   |

### Pampilhosa da Serra
| Candidato               | Candidato               | Votos | %               |
| ----------------------- | ----------------------- | ----- | --------------- |
|                         | Aníbal Cavaco Silva     | 1 877 | 66,25 / 100,00  |
|                         | Manuel Alegre           | 558   | 19,70 / 100,00  |
|                         | Mário Soares            | 277   | 9,78 / 100,00   |
|                         | Francisco Louçã         | 65    | 2,29 / 100,00   |
|                         | Jerónimo de Sousa       | 45    | 1,59 / 100,00   |
|                         | Garcia Pereira          | 11    | 0,39 / 100,00   |
| Votos Inválidos         | Votos Inválidos         | 44    | 1,53 / 100,00   |
| Total                   | Total                   | 2 877 | 100,00 / 100,00 |
| Eleitorado/Participação | Eleitorado/Participação | 5 014 | 57,38 / 100,00  |

| Freguesia           | %     | %     | %     | %    | %    | %    | Votantes |
| Freguesia           | ACS   | MA    | MS    | FL   | JDS  | GP   | Votantes |
| ------------------- | ----- | ----- | ----- | ---- | ---- | ---- | -------- |
| Cabril              | 71,51 | 16,13 | 9,14  | 2,15 | 0,54 | 0,54 | 189      |
| Dornelas do Zêzere  | 53,44 | 32,23 | 7,71  | 1,93 | 3,86 | 0,83 | 369      |
| Fajão               | 82,17 | 8,28  | 5,10  | 3,18 | 1,27 | 0    | 158      |
| Janeiro de Baixo    | 66,99 | 19,62 | 9,81  | 2,39 | 1,20 | 0    | 420      |
| Machio              | 59,81 | 22,43 | 16,82 | 0,93 | 0    | 0    | 108      |
| Pampilhosa da Serra | 59,13 | 20,71 | 14,99 | 2,86 | 1,91 | 0,41 | 750      |
| Pessegueiro         | 69,35 | 18,55 | 6,45  | 2,42 | 2,42 | 0,81 | 126      |
| Portela do Fojo     | 82,95 | 6,98  | 8,14  | 1,16 | 0,39 | 0,39 | 259      |
| Unhais-o-Velho      | 73,13 | 18,16 | 4,73  | 2,49 | 1,00 | 0,50 | 408      |
| Vidual              | 58,33 | 30,95 | 8,33  | 1,19 | 1,19 | 0    | 90       |
| Pampilhosa da Serra | 66,25 | 19,70 | 9,78  | 2,29 | 1,59 | 0,39 | 2 877    |

### Penacova
| Candidato               | Candidato               | Votos  | %               |
| ----------------------- | ----------------------- | ------ | --------------- |
|                         | Aníbal Cavaco Silva     | 5 032  | 57,62 / 100,00  |
|                         | Manuel Alegre           | 2 052  | 23,50 / 100,00  |
|                         | Mário Soares            | 1 081  | 12,38 / 100,00  |
|                         | Jerónimo de Sousa       | 347    | 3,97 / 100,00   |
|                         | Francisco Louçã         | 202    | 2,31 / 100,00   |
|                         | Garcia Pereira          | 19     | 0,22 / 100,00   |
| Votos Inválidos         | Votos Inválidos         | 136    | 1,54 / 100,00   |
| Total                   | Total                   | 8 869  | 100,00 / 100,00 |
| Eleitorado/Participação | Eleitorado/Participação | 14 420 | 61,50 / 100,00  |

| Freguesia           | %     | %     | %     | %     | %    | %    | Votantes |
| Freguesia           | ACS   | MA    | MS    | JDS   | FL   | GP   | Votantes |
| ------------------- | ----- | ----- | ----- | ----- | ---- | ---- | -------- |
| Carvalho            | 78,76 | 14,08 | 5,25  | 0,48  | 1,43 | 0    | 425      |
| Figueira de Lorvão  | 52,83 | 27,04 | 15,16 | 2,73  | 2,10 | 0,14 | 1 451    |
| Friúmes             | 65,36 | 18,94 | 13,39 | 0,46  | 1,62 | 0,23 | 440      |
| Lorvão              | 48,76 | 28,33 | 14,38 | 6,19  | 2,14 | 0,19 | 2 132    |
| Oliveira do Mondego | 60,40 | 17,38 | 9,40  | 10,83 | 1,71 | 0,28 | 358      |
| Paradela            | 69,77 | 12,21 | 9,88  | 5,23  | 2,91 | 0    | 175      |
| Penacova            | 54,30 | 25,92 | 12,72 | 3,96  | 2,78 | 0,32 | 1 901    |
| São Paio do Mondego | 77,40 | 14,12 | 4,52  | 1,69  | 2,26 | 0    | 181      |
| São Pedro de Alva   | 69,27 | 14,89 | 11,35 | 2,19  | 1,91 | 0,38 | 1 063    |
| Sazes do Lorvão     | 57,55 | 26,33 | 9,18  | 2,65  | 4,08 | 0,20 | 496      |
| Travanca do Mondego | 60,58 | 21,58 | 9,13  | 5,81  | 2,90 | 0    | 247      |
| Penacova            | 57,62 | 23,50 | 12,38 | 3,97  | 2,31 | 0,22 | 8 869    |

### Penela
| Candidato               | Candidato               | Votos | %               |
| ----------------------- | ----------------------- | ----- | --------------- |
|                         | Aníbal Cavaco Silva     | 2 193 | 64,05 / 100,00  |
|                         | Manuel Alegre           | 712   | 20,79 / 100,00  |
|                         | Mário Soares            | 348   | 10,16 / 100,00  |
|                         | Francisco Louçã         | 87    | 2,54 / 100,00   |
|                         | Jerónimo de Sousa       | 68    | 1,99 / 100,00   |
|                         | Garcia Pereira          | 16    | 0,47 / 100,00   |
| Votos Inválidos         | Votos Inválidos         | 73    | 2,08 / 100,00   |
| Total                   | Total                   | 3 497 | 100,00 / 100,00 |
| Eleitorado/Participação | Eleitorado/Participação | 5 554 | 62,96 / 100,00  |

| Freguesia              | %     | %     | %     | %    | %    | %    | Votantes |
| Freguesia              | ACS   | MA    | MS    | FL   | JDS  | GP   | Votantes |
| ---------------------- | ----- | ----- | ----- | ---- | ---- | ---- | -------- |
| Cumeeira               | 71,39 | 15,69 | 9,58  | 1,81 | 0,97 | 0,56 | 737      |
| Espinhal               | 60,37 | 21,77 | 11,70 | 3,49 | 2,26 | 0,41 | 501      |
| Penela (Santa Eufémia) | 64,68 | 20,10 | 10,23 | 2,73 | 1,90 | 0,36 | 860      |
| Penela (São Miguel)    | 67,17 | 19,42 | 8,55  | 2,66 | 1,85 | 0,35 | 875      |
| Podentes               | 49,67 | 33,33 | 10,13 | 2,61 | 3,59 | 0,65 | 313      |
| Rabaçal                | 52,68 | 26,34 | 15,12 | 1,46 | 3,41 | 0,98 | 211      |
| Penela                 | 64,05 | 20,79 | 10,16 | 2,54 | 1,99 | 0,47 | 3 497    |

### Soure
| Candidato               | Candidato               | Votos  | %               |
| ----------------------- | ----------------------- | ------ | --------------- |
|                         | Aníbal Cavaco Silva     | 4 707  | 42,87 / 100,00  |
|                         | Manuel Alegre           | 3 331  | 30,34 / 100,00  |
|                         | Mário Soares            | 1 731  | 15,77 / 100,00  |
|                         | Jerónimo de Sousa       | 676    | 6,16 / 100,00   |
|                         | Francisco Louçã         | 501    | 4,56 / 100,00   |
|                         | Garcia Pereira          | 34     | 0,31 / 100,00   |
| Votos Inválidos         | Votos Inválidos         | 248    | 2,21 / 100,00   |
| Total                   | Total                   | 11 228 | 100,00 / 100,00 |
| Eleitorado/Participação | Eleitorado/Participação | 18 448 | 60,86 / 100,00  |

| Freguesia          | %     | %     | %     | %     | %    | %    | Votantes |
| Freguesia          | ACS   | MA    | MS    | JDS   | FL   | GP   | Votantes |
| ------------------ | ----- | ----- | ----- | ----- | ---- | ---- | -------- |
| Alfarelos          | 27,14 | 34,05 | 20,48 | 11,56 | 5,90 | 0,88 | 806      |
| Brunhós            | 45,45 | 21,97 | 27,27 | 3,03  | 2,27 | 0    | 134      |
| Degracias          | 72,27 | 14,95 | 6,54  | 2,18  | 3,74 | 0,31 | 323      |
| Figueiró do Campo  | 26,84 | 43,12 | 15,29 | 8,69  | 5,61 | 0,44 | 929      |
| Gesteira           | 41,61 | 33,73 | 13,53 | 6,51  | 4,62 | 0    | 608      |
| Granja do Ulmeiro  | 30,25 | 37,87 | 16,65 | 9,75  | 5,08 | 0,41 | 1 010    |
| Pombalinho         | 75,23 | 9,87  | 10,06 | 2,42  | 1,86 | 0,56 | 546      |
| Samuel             | 39,11 | 32,07 | 17,46 | 4,74  | 6,50 | 0,14 | 759      |
| Soure              | 43,60 | 28,92 | 17,52 | 5,17  | 4,49 | 0,30 | 4 402    |
| Tapéus             | 68,36 | 19,14 | 6,64  | 1,95  | 3,91 | 0    | 258      |
| Vila Nova de Anços | 31,54 | 41,08 | 13,69 | 9,38  | 4,15 | 0,15 | 667      |
| Vinha da Rainha    | 60,41 | 22,25 | 11,25 | 3,10  | 2,98 | 0    | 786      |
| Soure              | 42,87 | 30,34 | 15,77 | 6,16  | 4,56 | 0,31 | 11 228   |

### Tábua
| Candidato               | Candidato               | Votos  | %               |
| ----------------------- | ----------------------- | ------ | --------------- |
|                         | Aníbal Cavaco Silva     | 4 121  | 63,52 / 100,00  |
|                         | Manuel Alegre           | 1 150  | 17,73 / 100,00  |
|                         | Mário Soares            | 760    | 11,71 / 100,00  |
|                         | Jerónimo de Sousa       | 224    | 3,45 / 100,00   |
|                         | Francisco Louçã         | 217    | 3,34 / 100,00   |
|                         | Garcia Pereira          | 16     | 0,25 / 100,00   |
| Votos Inválidos         | Votos Inválidos         | 131    | 1,98 / 100,00   |
| Total                   | Total                   | 6 619  | 100,00 / 100,00 |
| Eleitorado/Participação | Eleitorado/Participação | 10 479 | 63,16 / 100,00  |

| Freguesia                | %     | %     | %     | %    | %    | %    | Votantes |
| Freguesia                | ACS   | MA    | MS    | JDS  | FL   | GP   | Votantes |
| ------------------------ | ----- | ----- | ----- | ---- | ---- | ---- | -------- |
| Ázere                    | 59,29 | 19,29 | 11,43 | 6,19 | 3,57 | 0,24 | 426      |
| Candosa                  | 53,70 | 17,13 | 20,14 | 4,40 | 4,17 | 0,46 | 441      |
| Carapinha                | 82,20 | 6,36  | 7,63  | 1,27 | 1,69 | 0,85 | 244      |
| Covas                    | 69,54 | 12,84 | 7,16  | 7,34 | 2,94 | 0,18 | 553      |
| Covelo                   | 88,95 | 5,23  | 4,65  | 0,58 | 0,58 | 0    | 178      |
| Espariz                  | 68,35 | 16,07 | 11,27 | 0,48 | 3,84 | 0    | 421      |
| Meda de Mouros           | 76,51 | 13,25 | 3,61  | 1,20 | 4,82 | 0,60 | 171      |
| Midões                   | 56,64 | 18,74 | 17,56 | 4,18 | 2,78 | 0,11 | 957      |
| Mouronho                 | 79,48 | 12,75 | 3,19  | 2,39 | 2,19 | 0    | 514      |
| Pinheiro de Coja         | 73,08 | 17,31 | 5,77  | 2,40 | 1,44 | 0    | 209      |
| Póvoa de Midões          | 60,28 | 23,38 | 10,99 | 1,41 | 3,38 | 0,56 | 362      |
| São João da Boa Vista    | 47,64 | 23,31 | 21,62 | 3,72 | 3,72 | 0    | 299      |
| Sinde                    | 55,25 | 14,58 | 22,37 | 2,71 | 4,75 | 0,34 | 303      |
| Tábua                    | 57,84 | 23,74 | 10,50 | 3,42 | 4,19 | 0,30 | 1 341    |
| Vila Nova de Oliveirinha | 73,47 | 15,31 | 4,08  | 3,57 | 3,57 | 0    | 200      |
| Tábua                    | 63,52 | 17,73 | 11,71 | 3,45 | 3,34 | 0,25 | 6 619    |

### Vila Nova de Poiares
| Candidato               | Candidato               | Votos | %               |
| ----------------------- | ----------------------- | ----- | --------------- |
|                         | Aníbal Cavaco Silva     | 1 962 | 56,17 / 100,00  |
|                         | Manuel Alegre           | 891   | 25,51 / 100,00  |
|                         | Mário Soares            | 371   | 10,62 / 100,00  |
|                         | Jerónimo de Sousa       | 142   | 4,07 / 100,00   |
|                         | Francisco Louçã         | 119   | 3,41 / 100,00   |
|                         | Garcia Pereira          | 8     | 0,23 / 100,00   |
| Votos Inválidos         | Votos Inválidos         | 105   | 2,92 / 100,00   |
| Total                   | Total                   | 3 598 | 100,00 / 100,00 |
| Eleitorado/Participação | Eleitorado/Participação | 5 917 | 60,81 / 100,00  |

| Freguesia             | %     | %     | %     | %    | %    | %    | Votantes |
| Freguesia             | ACS   | MA    | MS    | JDS  | FL   | GP   | Votantes |
| --------------------- | ----- | ----- | ----- | ---- | ---- | ---- | -------- |
| Arrifana              | 66,67 | 20,56 | 7,18  | 2,19 | 2,92 | 0,49 | 854      |
| Lavegadas             | 61,03 | 22,56 | 9,23  | 5,64 | 1,03 | 0,51 | 196      |
| Poiares (Santo André) | 53,86 | 27,61 | 9,89  | 4,43 | 4,09 | 0,11 | 1 810    |
| São Miguel de Poiares | 48,46 | 26,82 | 16,76 | 4,89 | 2,93 | 0,14 | 738      |
| Vila Nova de Poiares  | 56,17 | 25,51 | 10,62 | 4,07 | 3,41 | 0,23 | 3 598    |